# BM-30

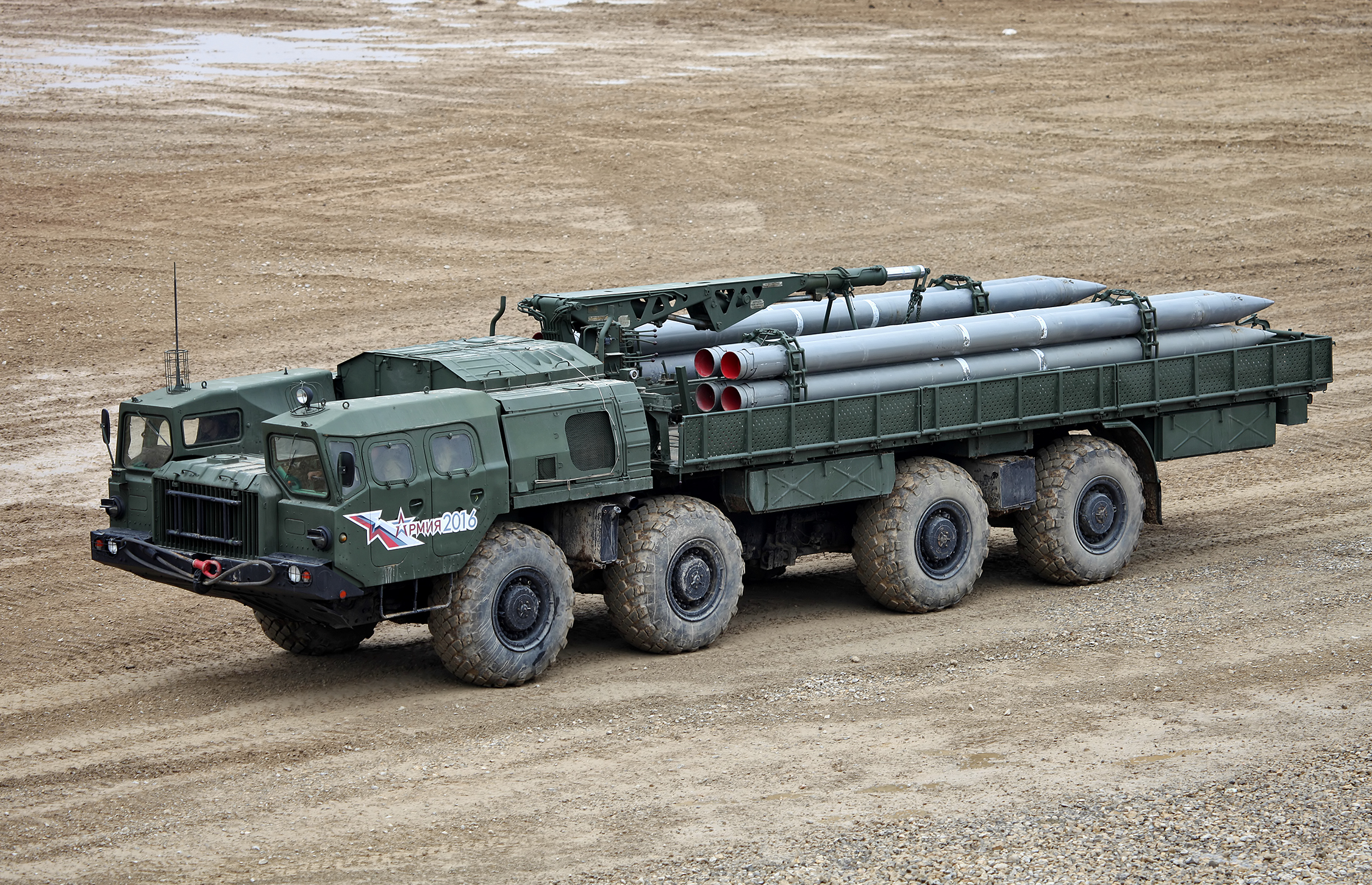
Nakladač a přepravník raket na vozidle 9T234-2, 2016

BM-30 Směrč (rusky Смерч, "smršť"), 9K58 Smerč nebo 9A52-2 Smerč-M je sovětský těžký salvový raketomet. Je určen proti obrněným a měkkým cílům v oblastech koncentrace, dělostřeleckým bateriím, velitelským stanovištím a muničním skladům. Byl navržen na začátku 80. let a do služby u sovětské armády vstoupil v roce 1989. V roce 1983 byl poprvé zaznamenán západními pozorovateli a obdržel kódové označení MRL 280mm M1983. Nadále zůstává ve službě u ruských ozbrojených sil; v roce 2018 byl spuštěn program, který jej postupně nahradí systémy 9A52-4 Tornado.